# Maoriata magna
Maoriata magna là một loài nhện trong họ Orsolobidae.
Loài này thuộc chi Maoriata. Maoriata magna được Raymond Robert Forster miêu tả năm 1956.